# Hattie Morahan
Harriet Jane Morahan, meglio nota come Hattie Morahan (Lambeth, 7 ottobre 1978), è un'attrice britannica.

## Biografia
È figlia dell'attrice Anna Carteret e del regista teatrale Christopher Morahan. Appena maggiorenne, ha iniziato la sua carriera prendendo parte in diversi ruoli sia cinematografici che televisivi. Al cinema ha recitato ne La bussola d'oro e La rapina perfetta. È compagna dell'attore Blake Ritson dal quale ha avuto una figlia, Amity, nata nell'agosto 2016.
È inoltre laureata in letteratura inglese presso l'Università di Cambridge.

## Filmografia

### Cinema
- La bussola d'oro (The Golden Compass), regia di Chris Weitz (2007)
- La rapina perfetta (The Bank Job), regia di Roger Donaldson (2008)
- Having You, regia di Sam Hoare (2013)
- L'estate all'improvviso (Summer in February), regia di Christopher Menaul (2013)
- Mr. Holmes - Il mistero del caso irrisolto (Mr. Holmes), regia di Bill Condon (2015)
- Alice attraverso lo specchio (Alice Through the Looking Glass), regia di James Bobin (2016)
- La bella e la bestia (Beauty and the Beast), regia di Bill Condon (2017)
- Official Secrets - Segreto di stato (Official Secrets), regia di Gavin Hood (2019)
- Enola Holmes, regia di Harry Bradbeer (2020)
- L'arma dell'inganno - Operation Mincemeat (Operation Mincemeat), regia di John Madden (2021)
- Luther: Verso l'inferno (Luther: The Fallen Sun), regia di Jamie Payne (2023)

### Televisione
- New Tricks - Nuove tracce per vecchie volpi (New Tricks) – serie TV, 1 episodio (2004)
- Bodies – serie TV, 7 episodi (2005)
- Outnumbered – serie TV, 5 episodi (2007)
- Trial & Retribution – serie TV, 2 episodi (2008)
- Ragione e sentimento (Sense and Sensibility) - miniserie TV (2008)
- Masterpiece Theatre – serie TV, 1 episodio (2008)
- Miss Marple (Agatha Christie's Marple) – serie TV, episodio 4x01 (2009)
- Money - miniserie TV (2010)
- Lewis – serie TV, 1 episodio (2011)
- Eternal Law – serie TV, 6 episodi (2012)
- L'ispettore Barnaby (Midsomer Murders) – serie TV, episodio 15x06 (2013)
- Law & Order: UK – serie TV, 1 episodio (2014)
- The Bletchley Circle – serie TV, 4 episodi (2014)
- Arthur & George – serie TV, 3 episodi (2015)
- Inside No. 9 – serie TV, episodio 4x01 (2018)
- The Undeclared War, regia di Peter Kosminsky – miniserie TV, 5 puntate (2022)
- Sex Education – serie TV, episodio 4x07 (2023)
- Hijack - Sette ore in alta quota (Hijack) – serie TV, 5 episodi (2023)
- Un inganno di troppo (Fool Me Once), regia di David Moore e Nimer Rashed – miniserie TV, 7 puntate (2024)
- The Gilded Age – serie TV, 4 episodi (2025)

### Cortometraggi
- Too Close to the Bone, regia di Sebastian Godwin (2002)
- Out of Time, regia di Blake Ritson e Dylan Ritson (2004)
- Love Hate, regia di Blake Ritson e Dylan Ritson (2009)
- The Visit, regia di Amelia Hann (2009)
- Good Boy, regia di Ben Manley e Blake Ritson (2010)

## Doppiatrici italiane
Nelle versioni in italiano delle opere in cui ha recitato, Hattie Morahan è stata doppiata da:
- Barbara De Bortoli in Mr. Holmes - Il mistero del caso irrisolto, La bussola d'oro
- Valentina Mari in La rapina perfetta
- Claudia Catani in Alice attraverso lo specchio
- Vittoria Puccini in La bella e la bestia
- Chiara Colizzi in Enola Holmes
- Valentina Favazza in Ragione e sentimento
- Francesca Fiorentini in L'arma dell'inganno - Operazione Mincemeat
- Sophia De Pietro in Un inganno di troppo
- Emanuela Baroni in The Gilded Age

## Teatro (parziale)
- Amleto di William Shakespeare. Royal Shakespeare Theatre di Stratford-upon-Avon, Barbican Centre di Londra (2001)
- Arsenico e vecchi merletti di Joseph Kesselring. Novello Theatre di Londra (2003)
- Ifigenia in Aulide di Euripide. National Theatre di Londra (2004)
- La dodicesima notte di William Shakespeare. Leeds Playhouse di Leeds (2005)
- Il gabbiano di Anton Čechov. National Theatre di Londra (2006)
- The Real Thing di Tom Stoppard. Old Vic di Londra (2010)
- Casa di bambola di Henrik Ibsen. Young Vic di Londra (2011)
- La discesa di Orfeo di Tennessee Williams. Menier Chocolate Factory di Londra (2019)
- Spettri di Henrik Ibsen. Sam Wanamaker Playhouse di Londra (2023)